# Onifai
Onifai är en ort och kommun i provinsen Nuoro i regionen Sardinien i Italien. Kommunen hade 717 invånare (2017).